# Apamea polygrapha
Apamea polygrapha là một loài bướm đêm trong họ Noctuidae.